# Tereza Mrdeža
Tereza Mrdeža (Pula, 14. studenog 1990.) hrvatska je tenisačica iz Poreča.

## Životopis
Na zemljanoj podlozi u američkom Vero Beachu došla je do završnice ITF-ovog turnira. Ondje je izgubila sa 7:5, 6:4 od 6. nositeljice, Čileanke Seguel, u tom trenutku 262. igračice na WTA listi.

## Vanjske poveznice
- Profil na stranici WTA Toura (engl.)